# Basildon Park

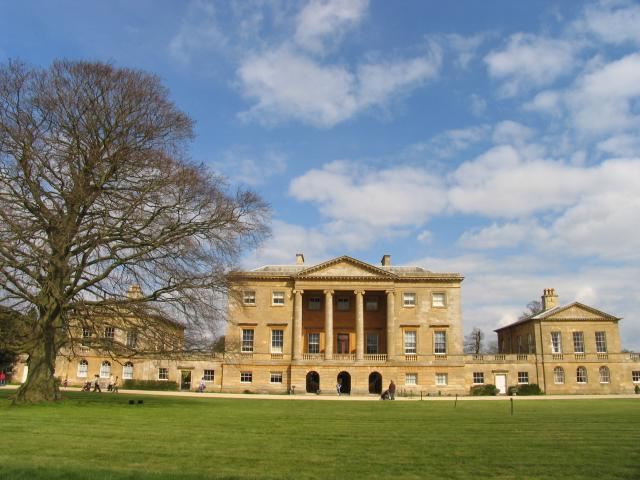
Basildon Park (2005)

Basildon Park ist ein Herrenhaus in der englischen Grafschaft Berkshire. Es liegt zwischen den Ortschaften Upper Basildon und Lower Basildon unweit der Stadt Reading.

## Beschreibung

### Gebäude
Basildon Park ist ein palladianisches Herrenhaus aus dem 18. Jahrhundert, das von einer ausgedehnten Parklandschaft umgeben ist.
Es ist wegen seines eleganten Treppenhauses, den aufwendigen, noch im Original erhaltenen Putzarbeiten und eines ungewöhnlichen, achteckigen, dunkelrot gestrichenen Raumes von Interesse. Außerdem beherbergt es eine schöne Kollektion an Gemälden und Möbeln sowie den Shell Room, eine kuriose Sammlung verschiedener Muscheln und Schneckenhäuser. Der Octagon Drawing Room im ersten Stock des Gebäudes enthält Werke des Malers Giambattista Pittoni.
Der britische Maler Graham Sutherland hielt sich Anfang der 1960er Jahre in Basildon Park auf, um Vorarbeiten für seine Tapisserie Christ in Glory zu leisten, die er 1962 für die Kathedrale von Coventry schuf.

### Garten- und Parkanlagen
Der Garten aus dem frühen 19. Jahrhundert ist teilweise von einer Mauer umgeben und wird zurzeit restauriert. Von einer Brüstung aus kann man den angrenzenden Park bis hin zur Themse überschauen. Die ausgedehnte Parklandschaft fügt sich harmonisch in die hügelige Landschaft ein.

## Geschichte
Francis Sykes (1732–1804), ein Beamter der Ostindien-Kompanie, der sich in Bengalen am Hof des Nawab skrupellos bereichert hatte und zeitweise Gouverneur von Kasimbazar war, kaufte das Gelände von Basildon Park und ließ das Herrenhaus nach seiner Rückkehr aus Indien zwischen 1776 und 1783 vom Architekten John Carr errichten. Sykes war lange Jahre Mitglied des Parlaments und lebte in Basildon Park. Francis Sykes und auch seinem Sohn Francis William (1767–1804) wird in einem ungewöhnlichen Denkmal in der Saint Bartholemews Church in Lower Basildon gedacht.
Nach dem Tod von Vater und Sohn im selben Jahr erbte der Enkel Francis Sykes (1799–1842), den Charles Dickens in Oliver Twist als Schurken Bill Sikes verewigte, Basildon Park. 1838 verkaufte Sykes das Anwesen an den Geschäftsmann und Abgeordneten James Morrison (1789–1857).
Seit Anfang des 20. Jahrhunderts stand Basildon Park immer wieder leer oder wurde während der Kriege zweckentfremdet und seine Einrichtungsgegenstände wurden zerstört, gingen verloren oder wurden verkauft. Anfang der 1950er Jahre stand es kurz vor dem Abriss, ehe es Lord und Lady Iliffe davor bewahrten. Sie restaurierten das Haus und richteten es wieder mit Möbeln und Gemälden ein. Später übergaben sie das Anwesen dem National Trust, der seither Eigentümer ist.
Basildon Park steht heute unter Denkmalschutz.

## Filmaufnahmen
- Stolz und Vorurteil: In der Verfilmung aus dem Jahr 2005 des gleichnamigen Romans von Jane Austen diente Basildon Park als Netherfield, das vorübergehend angemietete Schloss von Mr. Bingley.
- Marie Antoinette: Einige Szenen der Verfilmung von Sofia Coppola aus dem Jahr 2006 wurden in Basildon Park gedreht.